# Koláre
Koláre (węg. Kóvár) – wieś (obec) na Słowacji położona w kraju bańskobystrzyckim, w powiecie Veľký Krtíš. Pierwsze wzmianki o miejscowości pochodzą z 1257 roku.
Według danych z dnia 31 grudnia 2012 roku, wieś zamieszkiwało 269 osób, w tym 137 kobiet i 132 mężczyzn.
W 2001 roku rozkład populacji względem narodowości i przynależności etnicznej wyglądał następująco:
- Słowacy – 18,21%
- Czesi – 0,96%
- Węgrzy – 80,83%

Ze względu na wyznawaną religię struktura mieszkańców kształtowała się w 2001 roku następująco:
- Katolicy rzymscy – 99,04%
- Ewangelicy – 0,32%
- Ateiści – 0,32%
- Nie podano – 0,32%